# Nils Rappe
Nils Johan Rappe, född 19 oktober 1910 i Ålems församling, Kalmar län, död 27 november 1986, var en svensk friherre och jurist. Han tillhörde ätten Rappe.
Rappe blev juris kandidat vid Lunds universitet 1934, genomförde tingstjänstgöring 1934–1937, blev extra fiskal vid Hovrätten över Skåne och Blekinge 1937, assessor vid Helsingborgs rådhusrätt 1941 och var borgmästare i Jönköping 1954–1970. Han var lagman i Jönköpings tingsrätt 1971–1979. Rappe blev vice auditör 1943, auditör vid Skånska kavalleriregementet (K2) 1949–1952, var sekreterare i 1944 års nöjesskatteutredning 1944–1945, i processnämnden 1946–1949, i Föreningen Sveriges stadsdomare 1953–1959, ordförande där från 1959, ledamot och sekreterare av 1953 års utredning om sinnesundersökningar 1953–1954, ledamot av 1955 års domareutredning 1955–1957, kommittén för det rättspsykiatriska undersökningsväsendet 1956–1959, ledamot av kyrkomöten, ordförande i byggnadsnämnden i Jönköping 1961–1963, valnämnden från 1964 och övervakningsnämnden från 1965.